# Dajing, Guangdong
Dajing (kinesiska: 大井)  är en köping i sydöstra Kina. Den ligger i Gaozhou i staden Maoming i provinsen Guangdong, omkring 270 kilometer sydväst om provinshuvudstaden Guangzhou. Antalet invånare är 38 029. Befolkningen består av 18 375 kvinnor och 19 654 män. Barn under 15 år utgör 25,0 %, vuxna 15-64 år 62 %, och äldre över 65 år 12,0 %.